# Mary Eliza Haweis
Mary Eliza Haweis, née Joy (1848-1898), est une auteure illustratrice britannique dont les ouvrages s'adressent pour la plupart à un public féminin. C'est la fille du peintre portraitiste à la mode Thomas Musgrave Joy, l'épouse du Rev. Hugh Reginald Haweis et la mère du peintre Stephen Haweis (1878-1969). Elle s'est spécialisée dans l'étude de Geoffrey Chaucer.

## Biographie

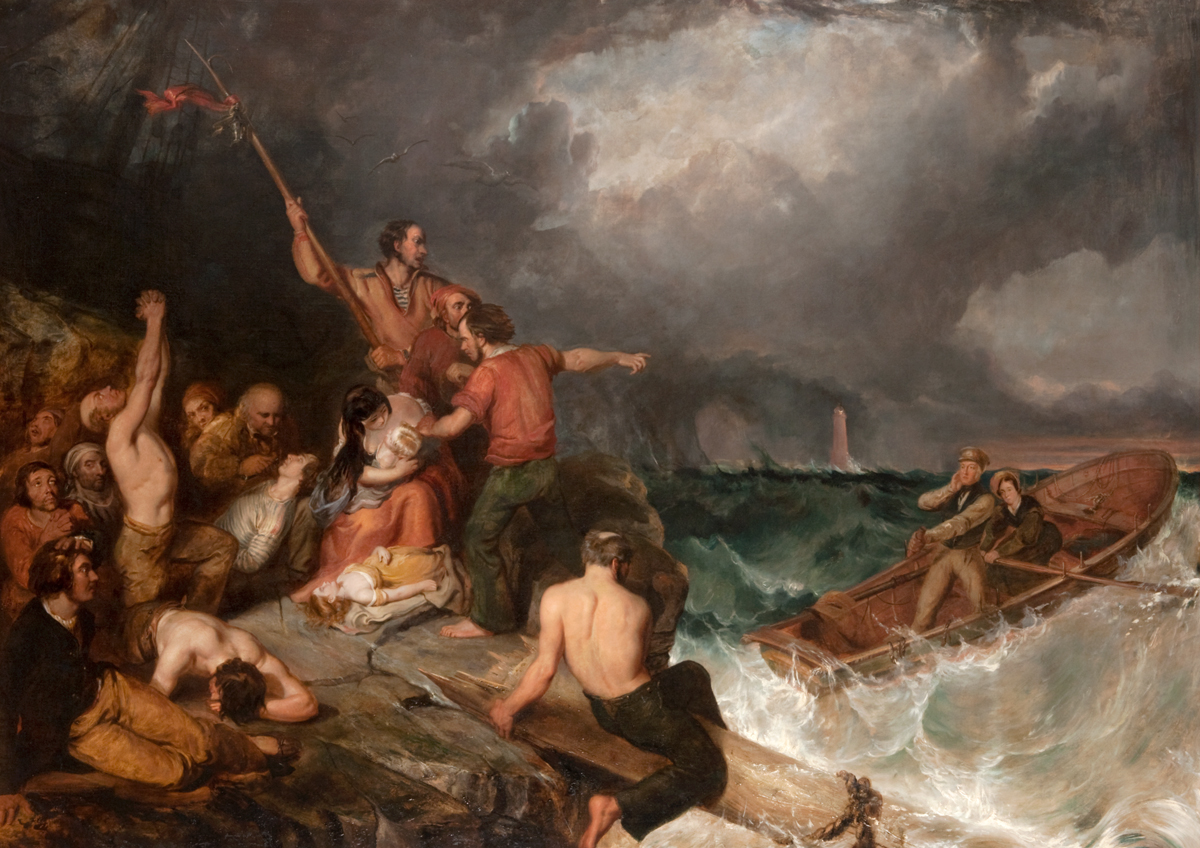
Sauvetage de naufragés par Grace Darling et son père, Forfarshire 1838, par Th. Musgrave Joy

Formée par son père, elle expose pour la première fois à l'âge de 18 ans à la Royal Academy, en 1866.
Le 30 novembre 1867, elle épouse Hugh Reginald Haweis et illustre les ouvrages de son mari.
Passionnée d'art, de mode, d'histoire et de littérature, elle commence une carrière littéraire sous le nom de Mrs. H. R. Haweis.
En 1877, elle rédige et illustre Chaucer pour les enfants (Chaucer for Children) qui sera réédité en 1882.
L'année suivante, elle publie L'Art de la beauté qui regroupe de nombreux articles du Saint Paul's Magazine. Très concernée par les questions de style, de mode et de mobilier, elle rédige en suivant :
- L'Art du costume en 1879 (The Art of Dress),
- L'Art de la décoration en 1881 (The Art of Decoration),
- et L'Art du ménage en 1889 (The Art of Housekeeping).

Elle écrit de nombreux essais pour le magazine The Queen.

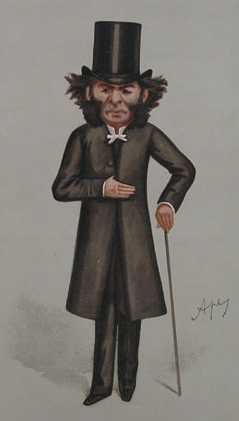
Caricature de son mari, Vanity Fair, 1888

Elle fait de nombreux voyages en Europe et aux États-Unis avec son mari, passionné de musique. Ils obtiennent que les musées soient ouverts le dimanche.
Elle a le temps de terminer son roman féministe Une flamme de feu (A Flame of Fire) en 1897 avant de mourir.

## Chaucer

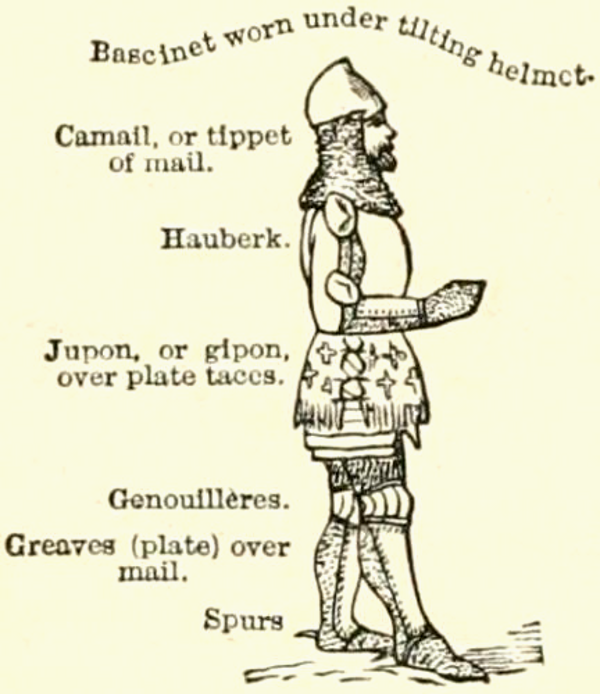
Illustration didactique d'un chevalier

Elle a modernisé la langue de Chaucer ce qui a permis de rendre Les Contes de Canterbury accessibles à un plus large public à la fin du XIXe siècle.
Ses illustrations de plusieurs contes, soit à la manière médiévale, soit en style préraphaélite, ont fait date. 